# Człopica
Człopica (także Słopica) – rzeka dorzecza Warty, lewy dopływ Drawy, o długości 31,4 km.
Wypływa na południe od miasta Człopa i kieruje się na południe. Przepływa przez miejscowości: Przelewice, Żelichowo, Kuźnica Żelichowska, Huta Szkalna, Brzegi i w okolicach Łokacza Wielkiego wpada do Drawy.

## Nazwa
Przed 1945 rokiem Drawa posiadała dwa lewe dopływy o nazwie Mühlenfließ. W 1949 roku w rozporządzeniu zmieniającym niemieckie nazwy na polskie przedstawiono tylko jeden lewy dopływ Drawy o takiej nazwie. Zmieniono wtedy niemiecką nazwę na polską – Słopica. W 2006 roku Komisja Nazw Miejscowości i Obiektów Fizjograficznych przedstawiła dla obydwu dopływów nazwę Słopica. Na mapach topograficznych dla dopływu Drawy z jeziora Łokacz przedstawiana jest nazwa Człopica.